# Alex Grant
Alex Grant, född 20 januari 1989, är en kanadensisk professionell ishockeyspelare som tillhör NHL-organisationen Arizona Coyotes och spelar för deras primära samarbetspartner Springfield Falcons i American Hockey League (AHL). Han har tidigare spelat på NHL-nivå för Anaheim Ducks och på lägre nivåer för Wilkes-Barre/Scranton Penguins, Norfolk Admirals och Binghamton Senators i AHL, Wheeling Nailers i ECHL och Saint John Sea Dogs och Cataractes de Shawinigan i Ligue de hockey junior majeur du Québec (LHJMQ).
Grant draftades i fjärde rundan i 2007 års draft av Pittsburgh Penguins som 118:e spelare totalt.